# Eicosanoïde
Les eicosanoïdes (du grec ancien εἴκοσι / eíkosi , signifiant « vingt ») ou icosanoïdes, sont une vaste famille de dérivés d'oxydation d'acides gras polyinsaturés à 20 atomes de
carbone comme l'acide arachidonique (C20:4 (ω-6)).
Cycliques ou linéaires (leucotriènes), ils sont rangés en deux types : 
- les leucotriènes (LT) ;
- les prostanoïdes, parmi lesquelles : 
  - les prostaglandines (PG),
  - les thromboxanes (TX),
  - les prostacyclines (PGI).

## Synthèse
Ils dérivent d’acides gras polyinsaturés (AGPI) à 20 atomes de carbone. L’acide arachidonique (C20:4Δ5,8,11,14 ou C20:4ω6) est le principal précurseur ; les acides dihomo-γ-linolénique (C20:3ω6) et eicosapentaénoïque (C20:5ω3) sont également précurseurs.

### Leucotriènes
La synthèse a lieu principalement dans les leucocytes et secondairement dans d’autres cellules de divers organes. Ils renferment quatre doubles liaisons dont trois sont conjuguées. Ils portent souvent un groupement protidique, constitué d’un à trois acides aminés liés par des liaisons peptidiques.

### Prostanoïdes
Il s’agit d’eicosanoïdes cycliques. Les acides gras précurseurs ne sont pas libres mais estérifiés au niveau de phospholipides. La phospholipase A2 va permettre de libérer l’acide arachidonique (précurseur le plus abondant). Par ailleurs, les corticostéroïdes inhibent la phospholipase A2 (PLA2), et par conséquent la synthèse des prostanoïdes, notamment des prostaglandines, ce qui explique leur action anti-inflammatoire. Cependant, leur action anti-inflammatoire serait surtout due à l'inhibition de la sécrétion de médiateur de l'inflammation, comme certaines cytokines dont le TNF.
L'aspirine et les anti-inflammatoires non stéroïdiens sont des inhibiteurs des cyclooxygénases, étape initiale de la synthèse des prostaglandines.
Chez les plantes et dans leur pollen, il s'agit de phytoprostanes,,,, parfois désigné par l'expression « PhytoPs », famille dont font par exemple partie les phytofuranes (PhytoFs), qui semblent jouer un rôle dans certaines allergies

## Rôle physiologique
Ce sont généralement des hormones autocrines ou paracrines. 
- les prostaglandines ;
- les thromboxanes ;
- les leucotriènes ;
- les lipoxines.

En tant qu'hormones lipophiles, elles sont capables de traverser la membrane plasmique des cellules pour atteindre leur site récepteur.
Elles jouent un rôle dans l’inflammation (douleur, fièvre, etc.), la contraction des muscles lisses (vaisseaux sanguins, bronches, utérus, intestin, etc.), la régulation des métabolismes, et dans l'agrégation plaquettaire.
Les eicosanoïdes ont un impact sur les maladies cardio-vasculaires ainsi que sur le diabète (pour les eicosanoïdes des familles Oméga-6 et Oméga 3).

## Récepteurs

### Leucotriènes
le LTB4 est un agent chimiotactique impliqué dans les phénomènes pro inflammatoires et inflammatoires.

### Prostanoïdes
- Les prostaglandines sont des molécules impliquées dans la parturition (accouchement), aide à la parturition.
- Les prostacyclines.
- Le thromboxane A2 est impliqué dans le phénomène de coagulation.